# Армянская диаспора
Армя́нская диа́спора (арм. Հայկական սփյուռք [hɑjkɑkɑ́n spʰjurkʰ]) или Спюрк (арм. Սփյուռք [spʰjurkʰ]) — общины армян, проживающих за пределами Армении. Общая численность армян в мире составляет 14—18 млн, между тем население самой Армении составляет ок. 2,96 млн (начало 2021 года). Общая численность армянской диаспоры оценивается в 12 — 16 млн. 
Армяне являются вторым по численности народом в Ливане, в непризнанной Абхазии, третьим — в Грузии (в мхаре Самцхе-Джавахети армяне являются большинством), а также они являются одним из многочисленных в России. Армянский язык признан  языком меньшинств в Ливане, Ираке, Кипре, Украине, Румынии, Венгрии и Польше.

## Истоки возникновения феномена
Сасаниды создали в районе Мерва несколько армянских военных поселений. Армянский народ за свою долгую историю пережил немало гонений, и это сказалось на сегодняшнем географическом разнообразии мест проживания армян. Армянская диаспора существовала с момента потери армянами государственности в 1375, когда в борьбе с мамлюками пало Киликийское армянское царство.

Армянский народ сам своими перстами ослепил себя, ибо необузданностью и непокорностью своей погубил он царство своё, его стали попирать ногами, он стал рабом и пленником иных племен и царей; а когда его настигала какая-нибудь беда, когда, оказавшись в безвыходном положении, не видел помощи ниоткуда, он становился беженцем и разбегался в разные стороны.

Итак, как по этой причине, так и по причине великого голода и джалалиев, о которых мы выше рассказали, весь народ армянский, став изгнанником, повсюду ушёл из родных домов и земель и, уйдя далеко, куда глаза глядят, разбрелся и рассеялся по всему свету: на Кипр, в Константинополь и города, расположенные вокруг него, в Румелию, Бугдан, в страну Ляхов, на остров Кафы, на побережье Понта. — Аракел Даврижеци, «Книга истории», 1651—1662 годы
Диаспора сильно увеличилась после геноцида армян в Османской Турции в 1915 году. Армянские беженцы обосновались во многих городах Восточной Европы, Балкан, и Ближнего Востока, таких как Москва, Севастополь и Сочи в России, Одесса на Украине, Тбилиси и Батуми в Грузии, Пловдив в Болгарии, Афины в Греции, Бейрут в Ливане, Алеппо в Сирии. В Израиле имеется крупная армянская община, сосредоточенная в Армянском квартале Иерусалима.
Несколько миллионов армян обосновались в Западной Европе (во Франции, Германии, Италии и Нидерландах) и в Америке (Северной и Южной). Крупные армянские общины есть на российском Дальнем Востоке и в бывших советских республиках Средней Азии. Небольшие армянские общины есть в Индии, Австралии, Новой Зеландии, Африке южнее Сахары (в Судане, Южно-Африканской Республике, и Эфиопии), и на Дальнем Востоке в Сингапуре, Бирме и Гонконге. Армянские общины когда-то процветали в Китае, Японии и на Филиппинах, но сейчас армянская культура в этих странах почти исчезла.

## Организация жизнедеятельности армянства за пределами Армении
Издаваемый в Индии журнал «Аздарар» (1794—1796) публиковал коммерческие новости и общую информацию о разных армянских общинах в мире.
На сегодняшний день, согласно действующей Стратегии национальной безопасности Республики Армения от 2007 г., сохранение армянства и развитие национальной самобытности армянского народа в Армении и в диаспоре являются основополагающими ценностями национальной безопасности.

О, армянский народ. Спасение твоё — в твоём единстве!— Егише Чаренц (Девиз Министерства Диаспоры РА)
В деле сохранения армянства особая важность уделяется развитию армянского языка, литературы и культуры, а также других ветвей армянского историковедения и арменоведения как факторов, обеспечивающих сохранение национального духовного наследия и олицетворяющих национальную самобытность.
Общественно-культурные объединения, формирующие диаспору, значат для армян не столько место периодических встреч и времяпрепровождения, средством сохранения своей идентичности, в условиях культурного, политического и экономического влияния иных государств и, следовательно, вопросы самоорганизации и интеграции в общественную, политическую, культурную и гражданскую жизнь страны проживания.

### Функции и назначение общественно-культурных центров
Каждая отдельно взятая община, характеризующаяся определённой территориальной привязкой, включает в себя один или несколько выше упомянутых элементов и имеет социально-культурную, религиозную, образовательную-воспитательную, а также финансово-экономическую функции. Этот социальный организм функционирует, в первую очередь, для молодёжи и подрастающих поколений.

### Религия
Армянская апостольская Церковь на протяжении веков играет исключительную роль в жизни армянского общества. Поэтому и сегодня основой Диаспоры является именно церковь как воплощение Христианской религии, которую армяне приняли в качестве государственной предположительно в 301 г..

### Культура и общество
Помимо церкви, вторым базовым элементом укрепления армянского общества является армянская школа (как правило, воскресная), на базе которой либо в тесном сотрудничестве с которой создаются и молодёжные организации общин и иные армянские организации, целью которых является продвижение армянской культуры и искусства в окружающем обществе. Эта необходимость возникает из факта, что армянский народ по своей природе не является автаркичным и замкнутым (как, например, китайские диаспоры за пределами КНР), что означает добровольную и ничем не продиктованную готовность к тесному взаимодействию с представителями иных рядом живущих национальностей, что в поликультурном обществе является объективной необходимостью.

### Финансовая составляющая
Министерство Диаспоры приводит достаточно широкий перечень организаций по всему миру, большинство из которых является благотворительными и, наряду с финансовой поддержкой местных армян, также материально поддерживающими Диаспору. Живущие за пределами Армении также ежегодно имеют возможность участвовать в организованном Всеармянским фондом «Айастан» благотворительном телемарафоне, в рамках которого на протяжении одного дня любой желающий может перевести желаемую сумму в счёт поддержки реализуемых в Армении гражданских проектов.

## Официальные взаимоотношения Армения-Диаспора
На сегодняшний день оформление какого-либо рода трансграничных и транснациональных взаимоотношений невозможно представить без хотя бы минимальной степени институционализации взаимоотношений между вовлеченными сторонами. В связи с этим, в силу специфики и широкой географии расселения армян, данный процесс был начат ещё в СССР в середине 1960-х гг. и прошёл ряд качественных трансформаций.
Этапы институционального укрепления связей между Арменией и диаспорой:
1. 1964 год — в Советской Армении создан Комитет по культурным связям с армянами за рубежом.
2. 1998 год — в структуре МИД Республики Армения учреждён Исполнительный секретариат по связям с Диаспорой.
3. Апрель-октябрь 2008 года — Государственный комитет по связям с Диаспорой.
4. 1 октября 2008 года — согласно Закону № 0-79 «О структуре Правительства Республики Армения», принятому 17 июня 2008 года Национальным Собранием РА, в составе Правительства РА начало деятельность Министерство Диаспоры Республики Армения. Первым и действующим министром является Грануш Акопян.
5. В соответствии с законом Республики Армения о внесении изменений и дополнений в закон РА "О структуре и деятельности Правительства" от 08.05.2019 года, Министерство Диаспоры было реорганизовано в форме присоединения - с присоединением его к Аппарату Премьер-министра, с созданием в Аппарате Премьер-министра  Офиса Верховного комиссара по делам диаспоры. Верховному комиссару по делам Диаспоры отводится организация работ по осуществлению полномочий по обеспечению политики Премьер-министра, связанной с диаспорой, и обеспечению единства  проводимых с диаспорой работ[23]. Действующим Главным уполномоченным по делам диаспоры является Заре Синанян[24].

### Текущая международная деятельность Министерства на межправительственном уровне
Решению ряда проблем развития сотрудничества Армения-Диаспора способствует сотрудничество с парламентариями, представляющими парламенты государств в рамках:
- Межпарламентской Ассамблеи Содружества Независимых Государств (МПА СНГ),
- Организации по безопасности и сотрудничеству в Европе (ОБСЕ),
- Парламентской Ассамблеи Совета Европы (ПАСЕ),
- Парламентской ассамблеи Черноморского экономического сотрудничества (ПАЧЭС).

### Нереализованные на данный момент перспективы
Пока ещё не сформировались представительные органы, обладающие полномочиями выступать от имени всей армянской диаспоры. Попытки создать такой орган (см. Всемирный армянский конгресс) и скоординировать деятельность организаций Диаспоры носили ограниченный характер и пока существенных результатов не дали.

## Армянские общины по государствам и территориям
| Страна                   | Главные армянские общины | Численность армян | Диалекты языка                | Подробнее                                         |
| ------------------------ | --- | --- | ----------------------------- | ------------------------------------------------- |
| Россия                   | Краснодарский край, Ставропольский край, Ростовская область, Республика Крым, Адыгея, Санкт-Петербург, Москва, КЧР, Северная Осетия      | от 1182388 (перепись 2010) Краснодарский край: от 281 680 (2010 г.) до 1 млн - Ставропольский край: от 161 324 (2010 г.) до 400 тыс. - Ростовская область: 110 727 (2010 г.) до 300 тыс. - Москва: от 106 466 (2010 г.) до 600 тыс. - Московская область: 63 306 (2010 г.) - Санкт-Петербург: 19 971 (2010 г.) (2,5-3 млн.) | западно- и восточно-армянский | Армяне в России                                   |
| США                      | Лос-Анджелес, Глендейл, Фресно, Бостон, Уотертаун, Детройт                                                                               | от 484 000 (перепись 2009) до 2 000 000 (оценка, 1,2-1,6 млн.) | западно- и восточно-армянский | Армяне в США                                      |
| Франция                  | Париж, Марсель, Лион | от 250 тыс. до 700 тыс. | западно- и восточно-армянский | Армяне во Франции                                 |
| Грузия                   | Самцхе-Джавахети (Джавахетия), Тбилиси, Квемо-Картли, Аджария                                                                            | 248 929 (перепись 2004) - Самцхе-Джавахети: 113 347 - Тбилиси: 82 586 - Автономная Республика Абхазия: 42 000 - Квемо-Картли: 31 777 | западно- и восточноармянский  | Армяне в Грузии Армяне в Джавахети Армяне Тбилиси |
| Иран                     | Тегеран, Исфахан, Джульфа, Тебриз, Урмия, Северный Иран в целом                                                                          | 200 тыс. (60-80 тысяч) | восточно-армянский            | Армяне в Иране                                    |
| Сирия                    | Дамаск, Алеппо, Эль-Камышлы | 190 тыс. | западно-армянский             | Армяне в Сирии                                    |
| Ливан                    | Бейрут, Анджар, Бурдж Хаммуд, Матн | 140 000-160 000 | западно-армянский             | Армяне в Ливане                                   |
| Аргентина                | Буэнос-Айрес, Кордоба | 80 000—100 000 (120 тысяч) | западно-армянский             | Армяне в Аргентине                                |
| Украина                  | Донецкая область, Харьковская область, Днепропетровская область, АР Крым, Одесская область, Луганская область, Запорожская область, Киев | 100 000 (перепись 2001)-300 000 (500 тысяч) | восточно-армянский            | Армяне на Украине                                 |
| Турция                   | Стамбул, общины в Вакыфлы и Сасуне, а также хемшилы, проживающие в провинции Артвин.                                                     | от 40 000 до 70 000 (не включая хемшилов) | западно-армянский             | Армяне в Турции, Армяне в Стамбуле                |
| Узбекистан               | Самарканд, Ташкент, Бухара | 70 000 (80 тысяч) | восточно-армянский            | Армяне в Узбекистане                              |
| Австралия                | Мельбурн, Сидней | 45 000 (80 тысяч) | западно- и восточно-армянский | Армяне в Австралии                                |
| Абхазия                  | Гагрский район, Гулрыпшский район, Сухумский район                                                                                       | 44 869 (перепись 2003) | западно- и восточно-армянский | Армяне в Абхазии                                  |
| Германия                 | | 42 000 (60 тысяч) | западно- и восточно-армянский | Армяне в Германии                                 |
| Канада                   | Монреаль, Лаваль, Торонто, Кембридж, Ванкувер                                                                                            | 40 505 (перепись 2001) (90 тысяч) | западно- и восточно-армянский | Армяне в Канаде                                   |
| Бразилия                 | район Сан-Паулу | 40 000 (50-60 тысяч) | западно-армянский             | Армяне в Бразилии                                 |
| Греция                   | Афины, Салоники, Пирей | 35 000 | западно- и восточно-армянский | Армяне в Греции                                   |
| Иордания                 | | 35 000 | западно-армянский             | Армяне в Иордании                                 |
| Туркменистан             | | 30 000 | восточно-армянский            | Армяне в Туркменистане                            |
| Болгария                 | София, Пловдив | 30 000 | западно- и восточно-армянский | Армяне в Болгарии                                 |
| Беларусь                 | Минск, Минская область | 9392 (перепись 2019) 25 000 (оценка) (30 тысяч неофициально) | восточно-армянский            | Армяне в Беларуси                                 |
| Казахстан                | | 13 776 (перепись 2009), 25 000 | восточно-армянский            | Армяне в Казахстане                               |
| Израиль                  | Армянский квартал Иерусалима, Яффо, Хайфа, Рамле                                                                                         | 20 000 (10 тысяч) | западно-армянский             | Армяне в Израиле                                  |
| Ирак                     | Багдад, Мосул, Заху, Басра, Авзорг, Киркук.                                                                                              | 20 000 (7-8 тысяч) | западно-армянский             | Армяне в Ираке                                    |
| Уругвай                  | | 19 000 | западно-армянский             | Армяне в Уругвае                                  |
| Великобритания           | Лондон, Манчестер | 18 001 | западно- и восточно-армянский | Армяне в Великобритании                           |
| Венгрия                  | Будапешт и область Пешт | 15 000 | западно-армянский             | Армяне в Венгрии                                  |
| Бельгия                  | | 10 000 (35 тысяч) | западно-армянский             | Армяне в Бельгии                                  |
| Чехия                    | | 10 000 | западно-армянский             | Армяне в Чехии                                    |
| Египет                   | Каир, Александрия | 8 200 | западно-армянский             | Армяне в Египте                                   |
| Молдавия                 | | 7 000 | восточно-армянский            | Армяне в Молдавии                                 |
| Нидерланды               | Амстердам, Дордрехт, Гаага, Лейден, Роттердам                                                                                            | 6 000 (40 тысяч) | западно-армянский             | Армяне в Голландии                                |
| Таджикистан              | | 6 000 | восточно-армянский            | Армяне в Таджикистане                             |
| Латвия                   | | 5 000 | восточно-армянский            | Армяне в Латвии                                   |
| Швейцария                | | 5 000 (7 000) | западно-армянский             | Армяне в Швейцарии                                |
| Швеция                   | | 5 000 (13 тысяч) | западно- и восточно-армянский | Армяне в Швеции                                   |
| Кувейт                   | | 5 000 | западно-армянский             | Армяне в Кувейте                                  |
| Киргизия                 | | 3 285 | восточно-армянский            | Армяне в Кыргызстане                              |
| ОАЭ                      | | 3 000 | западно-армянский             | Армяне в ОАЭ                                      |
| Дания                    | | 3 000 | западно-армянский             | Армяне в Дании                                    |
| Австрия                  | | 3 000 (7 000) | западно-армянский             | Армяне в Австрии                                  |
| Кипр                     | Никосия, Лимасол и Ларнака | 2 740 (1987 — перепись, 3 500) | западно-армянский             | Армяне на Кипре                                   |
| Венесуэла                | | 2 500 | западно-армянский             | Армяне в Венесуэле                                |
| Литва                    | | 2 500 | восточно-армянский            | Армяне в Литве                                    |
| Италия                   | Милан, Рим, Венеция | 2 500 | западно-армянский             | Армяне в Италии                                   |
| Эстония                  | | 2 000 | восточно-армянский            | Армяне в Эстонии                                  |
| Румыния                  | | 1 780 | западно-армянский             | Армяне в Румынии                                  |
| Польша                   | | 1 082 (40 тысяч) | западно- и восточно-армянский | Армяне в Польше                                   |
| Испания                  | | 1 000 (или от 10 до 45 тысяч) | западно-армянский             | Армяне в Испании                                  |
| Норвегия                 | | 1 000 (1500) | западно-армянский             | Армяне в Норвегии                                 |
| Финляндия                | | 1 000 | западно-армянский             | Армяне в Финляндии                                |
| Чили                     | | 1 000 | западно-армянский             | Армяне в Чили                                     |
| Судан                    | | 1 000 | западно-армянский             | Армяне в Судане                                   |
| Таиланд                  | | 1 000 | западно-армянский             | Армяне в Таиланде                                 |
| Гондурас                 | | 900 | западно-армянский             | Армяне в Гондурасе                                |
| Азербайджан              | | 645 | восточно-армянский            | Армяне в Азербайджане                             |
| Новая Зеландия           | | 600 | западно-армянский             | Армяне в Новой Зеландии                           |
| Мексика                  | | 560 (3 000) | западно-армянский             | Армяне в Мексике                                  |
| Албания                  | | 500 | западно-армянский             | Армяне в Албании                                  |
| Индия                    | Калькутта | 500 | западно- и восточно-армянский | Армяне в Индии                                    |
| Колумбия                 | | 250—300? | западно-армянский             | Армяне в Колумбии                                 |
| Монако                   | | 200 | западно-армянский             | Армяне в Монако                                   |
| ЮАР                      | | 200 (350) | западно-армянский             | Армяне в ЮАР                                      |
| Катар                    | | 150 | западно-армянский             | Армяне в Катаре                                   |
| Куба                     | | 100 | западно-армянский             | Армяне на Кубе                                    |
| Эфиопия                  | | 100 | западно-армянский             | Армяне в Эфиопии                                  |
| Япония                   | | 100 | восточно-армянский            | Армяне в Японии                                   |
| Доминиканская Республика | | 75 | западно-армянский             | Армяне в Доминике                                 |
| Ирландия                 | | 50 (600) | западно-армянский             | Армяне в Ирландии                                 |
| Коста-Рика               | | 400 (на 2016 г.) | западно-армянский             | Армяне в Коста-Рике                               |
| Сингапур                 | | 35 | западно-армянский             | Армяне в Сингапуре                                |
| Перу                     | | 35 | западно-армянский             | Армяне в Перу                                     |
| Зимбабве                 | | 28 | западно-армянский             | Армяне в Зимбабве                                 |
| Индонезия                | | 20 | западно-армянский             | Армяне в Индонезии                                |
| Пакистан                 | | 20—200? | западно-армянский             | Армяне в Пакистане                                |
| Гватемала                | | 20—50? | западно-армянский             | Армяне в Гватемале                                |
| Никарагуа                | | 380 (на 2016 г.) | западно-армянский             | Армяне в Никарагуа                                |
| Люксембург               | | 4 (150) | западно-армянский             | Армяне в Люксембурге                              |
| Монголия                 | | 4-10 | армянский                     | Армяне в Монголии                                 |

## Галерея
- 10 000 армян Ливана на мероприятии, посвящённом памяти и поддержке признания геноцида армян в Османской империи
- Азгаин Армянский университет в центре Бейрута
- Собор Святого Григория Просветителя в Ливане — место заседания Киликийского католикосата Армянской апостольской церкви
- Церковь Сурб Ншан в центре Бейрута
- Сурб Аствацацин — Духовная армянская семинария в Бикфае
- Армянская Католическая церковь (1909), Сквер Деббас, центр Бейрута
- Мемориал Геноцида армян (1965) в Бикфае
- Здание армянского спортивного клуба и стадиона

## Официальные документы
- Стратегия национальной безопасности Республики Армения от 26 января 2007 года. [на русском языке].
- Концепция развития сотрудничества Армения-Диаспора, 2009 год. [На армянском, русском и английском языках].